# Plurale delle parole in -co e -go
Nella grammatica italiana, una problematicità particolare è data delle parole (sostantivi e aggettivi) terminanti in -co e -go, i cui plurali maschili oscillano, per ragioni storiche, tra forme in -ci e in -chi e altre in -gi e in -ghi. La quasi totalità delle grammatiche riportano la seguente regola empirica:
- se la parola è piana (parossitona), con accento sulla penultima sillaba, il plurale sarà in -chi e in -ghi;
- se la parola è sdrucciola (proparossitona), con accento sulla terzultima sillaba, il plurale allora sarà tendenzialmente in -ci e in -gi.

La regola - è bene ricordarlo - non ha assolutamente alcun valore prescrittivo: non è, cioè, una regola grammaticale in senso stretto, ma soltanto il sunto di una tendenza generale, riscontrabile nell'evoluzione storica della lingua e, soprattutto, nell'uso dei parlanti. Sembra, inoltre, avere una maggior rispondenza nelle parole piane che in quelle sdrucciole, le quali presentano un maggior numero di "eccezioni", ma anche una serie di sottoregole sempre di natura empirica e comunque non grammaticalmente prescrittive.
Ha, invece, valenza grammaticale il fatto che il superlativo assoluto, per mezzo del suffisso -issimo, si ottenga sempre aggiungendo il suffisso al tema della parola al maschile plurale; quindi:
- amico → amic-i: amic-issimo, amic-issimi, amic-issima, amic-issime
- antico → antich-i: antich-issimo, antich-issimi, antich-issima, antich-issime.

## Origini del fenomeno
La ragione del fenomeno è da attribuirsi a due forti tendenze presenti nel sistema fono-morfologico italiano: l'una che tende a mutare il suono "duro" della C, [k] (C dura), e della G, [g] (G dura), in incontro con la I, in uno più "dolce", palatizzandolo in [ʧ] (C dolce) e [ʤ] (G dolce), di ordine prettamente fonologico; l'altro che tende invece a conservarne immutato il suono per una questione di coerenza morfologica della parola tra singolare e plurale.
L'origine delle oscillazioni però è ancora controversa tra gli studiosi, ma le ipotesi principali sono tre:
1. secondo la prima ipotesi i casi di adattamento da velare a palatale sarebbero da addebitarsi alla normale evoluzione della lingua dal latino all'italiano, e sarebbe quindi di origine popolare, mentre i casi di conservazione sarebbero in quelle parole di origine dotta;
2. per la seconda invece sarebbero di origine popolare le parole caratterizzate dalla conservazione della velare e dotta quelle di alternanza tra velare-singolare e palatale-plurale, in quanto già nel medioevo la C e la G, davanti a I, si leggevano col suono palatale;
3. nella terza ipotesi, sostenuta anche da Serianni[1], la prevalenza nell'uso della forma al singolare o al plurale della parola, ha fatto sì che, di volta in volta, queste si fissassero maggiormente nella coscienza dei parlanti, così nei casi in cui era più usata la parola al singolare, e quindi più viva nella coscienza linguistica, nella formazione del suo plurale si è avuta la conservazione del suono velare con semplice cambio della desinenza, mentre in quelle in cui era già consolidata, per il maggior uso, la forma al plurale palatizzata - per il motivo addotto al punto 2 -, si sarebbe conservata inalterata.

## Eccezioni
Di seguito sono riepilogate quasi tutte le eccezioni alla regola indicata all'inizio, riepilogando quanto contenuto nei principali dizionari italiani (v. bibliografia).
Per completezza sono indicate sia le parole che formano il plurale unicamente in modo irregolare, sia quelle che ammettono un doppio plurale, sia quelle che ammettevano anticamente una o l'altra forma o entrambe.
- Il primo plurale indicato è quello da considerarsi come principale secondo le segnalazioni dei dizionari (nei casi di disaccordo ci si è affidati a un criterio di maggioranza), ovvero quello preferibile per ragioni di tradizione linguistica o perché rispondente alla regola empirica o perché semplicemente dominante nell'uso odierno della lingua.
- In corsivo sono i plurali secondari indicati dai dizionari come nettamente minoritari o rari. Con † i plurali desueti.

### Parole in -co

#### Parole piane
Le parole piane in -co dovrebbero, per la regola empirica, formare il plurale in -chi. Tuttavia esiste una serie di eccezioni (poche) che nel plurale escono, principalmente o esclusivamente, in -ci, per lo più parole designanti popoli antichi o d'uso poetico, o solo anticamente in -ci e oggi regolarmente in -chi.
Le eccezioni più importanti sono: amici, nemici, greci, e porci.
| Parola     | Plurale | 2º Plurale | Note                                                                    |
| ---------- | ------- | ---------- | ----------------------------------------------------------------------- |
| amico      | -ci     |            |                                                                         |
| càuco      | -ci     | -chi       |                                                                         |
| dàuco      | -ci     |            |                                                                         |
| eurieco    | -ci     |            |                                                                         |
| falisco    | -ci     |            |                                                                         |
| greco      | -ci     | -chi*      | *Grechi come aggettivo solo se riferito ai vini e ai venti della Grecia |
| grico      | -chi    | -ci        | Grecanico salentino                                                     |
| inimico    | -ci     |            |                                                                         |
| isarco     | -ci     |            |                                                                         |
| laico      | -ci     |            |                                                                         |
| leuco      | -ci     |            |                                                                         |
| meteco     | -ci     | -chi       |                                                                         |
| mosaico    | -ci     |            |                                                                         |
| nemico     | -ci     |            |                                                                         |
| osco       | -ci     | -chi       |                                                                         |
| perieco    | -ci     |            |                                                                         |
| petulco    | -ci     | -chi       | 'che cozza con le corna' detto specialmente delle capre                 |
| porco      | -ci     |            | [ 2 ]                                                                   |
| proco      | -ci     | [-chi] †   |                                                                         |
| regaleco   | -ci     |            |                                                                         |
| volsco     | -ci     |            |                                                                         |
| -piteco    | -chi    | -ci        | Suffissoide che significa 'scimmia'                                     |
| aprico     | -chi    | -ci        | 'esposto alla luce e al sole': poetismo                                 |
| bolscevìco | -chi    |            |                                                                         |
| caduco     | -chi    | [-ci] †    |                                                                         |
| lombrico   | -chi    | [-ci] †    |                                                                         |
| mendico    | -chi    | [-ci] †    |                                                                         |
| menscevìco | -chi    |            |                                                                         |
| opaco      | -chi    | [-ci] †    |                                                                         |
| vinco      | -chi    | [-ci] †    | Tipo di salice (Salix viminalis); ramo di calice; poet. 'vincolo'       |

Si segnala che loci non è il plurale di loco (correttamente lochi), ma di locus in genetica.

#### Parole sdrucciole
Le parole sdrucciole in -co, invece, dovrebbero formare il plurale in -ci, ma esiste anche in questo caso una serie di eccezioni, più numerose delle precedenti, che fanno principalmente o esclusivamente plurale in -chi o solo anticamente in -chi e oggi regolarmente in -ci.
Le eccezioni più importanti sono: abachi, carichi, incarichi, strascichi e valichi.
| Parola        | Plurale | 2º Plurale | Note                                                                       |
| ------------- | ------- | ---------- | -------------------------------------------------------------------------- |
| abaco         | -chi    |            |                                                                            |
| anfibraco     | -chi    |            |                                                                            |
| coledoco      | -chi    |            |                                                                            |
| diadoco       | -chi    |            |                                                                            |
| diplodoco     | -chi    |            |                                                                            |
| anfitrico     | -chi    |            |                                                                            |
| entroco       | -chi    |            |                                                                            |
| epimaco       | -chi    |            |                                                                            |
| epitoco       | -chi    |            |                                                                            |
| fondaco       | -chi    | -ci        |                                                                            |
| iconomaco     | -chi    |            |                                                                            |
| indaco        | -chi    |            |                                                                            |
| monarcomaco   | -chi    |            |                                                                            |
| otomaco       | -chi    |            |                                                                            |
| totonaco      | -chi    |            |                                                                            |
| tribraco      | -chi    |            |                                                                            |
| uraco         | -chi    |            |                                                                            |
| basilico      | -chi    | *          | *basilici plur. regolare dell'agg. basìlico = 'regio, del re'              |
| bilico        | -chi    | -ci        |                                                                            |
| bostrico      | -chi    |            |                                                                            |
| bruzzico      | -chi    |            | 'Prima luce dell'alba'. toscanismo                                         |
| buzzico       | -chi    |            | 'rumore della selvaggina'                                                  |
| carico        | -chi    |            |                                                                            |
| cimotrico     | -chi    |            | Diffuso ma errato cimotrici                                                |
| dimentico     | -chi    |            | 'Di poca memoria'                                                          |
| discarico     | -chi    |            |                                                                            |
| farnetico     | -chi    | -ci*       | s.m. 'farneticamento': *come agg. solo farnetici 'farneticanti'            |
| frenetico     | -chi    | *          | ant 'vaneggiamento'; come agg. solo frenetici                              |
| friccico      | -chi    |            | 'piccola quantità; fremito' romanesco                                      |
| incarico      | -chi    |            |                                                                            |
| ipotrico      | -chi    |            |                                                                            |
| lastrico      | -chi    | -ci        |                                                                            |
| lissotrico    | -chi    |            | Diffuso ma errato lissotrici                                               |
| lofotrico     | -chi    |            |                                                                            |
| moltiplico †  | -chi    |            | 'moltiplicatore'                                                           |
| mozzico       | -chi    |            | 'morso' regionalismo                                                       |
| ostatico †    | -chi    |            | 'ostaggio'                                                                 |
| oligotrico    | -chi    |            |                                                                            |
| olotrico      | -chi    |            |                                                                            |
| pentabraco    | -chi    |            |                                                                            |
| pizzico       | -chi    |            |                                                                            |
| politrico     | -chi    |            |                                                                            |
| potamotoco    | -chi    |            |                                                                            |
| rammarico     | -chi    |            |                                                                            |
| rancico       | -chi    |            | 'rancido' regionalismo                                                     |
| reincarico    | -chi    |            |                                                                            |
| ricarico      | -chi    |            |                                                                            |
| rimastico     | -chi    |            | 'Ruminazione'                                                              |
| risico        | -chi    |            | 'rischio' toscanismo                                                       |
| scarico       | -chi    |            |                                                                            |
| solletico     | -chi    |            |                                                                            |
| spizzico      | -chi    |            |                                                                            |
| spiluzzico    | -chi    |            |                                                                            |
| sporotrico    | -chi    |            |                                                                            |
| strascico     | -chi    |            | Diffuso ma errato strascici                                                |
| talassotoco   | -chi    |            |                                                                            |
| ulotrico      | -chi    |            | Diffuso ma errato ulotrici                                                 |
| valico        | -chi    |            | Diffuso ma errato valici                                                   |
| alessifarmaco | -ci     | -chi       | 'antidoto'                                                                 |
| bolscèvico*   |         | -ci*       | * La vera pronuncia corretta è solamente bolscevìco/chi                    |
| cerusico      | -ci     | -chi       |                                                                            |
| farmaco       | -ci     | -chi       |                                                                            |
| manico        | -ci     | -chi       |                                                                            |
| menscèvico*   |         | -ci*       | * La vera pronuncia corretta è solamente menscevìco/chi                    |
| -ostraco      | -ci     | -chi       | prefissoide che significa 'guscio, conchiglia; scudo'                      |
| oziaco        | -ci     | -chi       |                                                                            |
| parroco       | -ci     | -chi       |                                                                            |
| pratico       | -ci     | -chi*      | *Popolare o antico e soprattutto in riferimento a "persona con esperienza" |
| stomaco       | -ci     | -chi       |                                                                            |
| intonaco      | -ci     | -chi       |                                                                            |
| autentico     | -ci     | [-chi] †   |                                                                            |
| estrinseco    | -ci     | [-chi] †   |                                                                            |
| intrinseco    | -ci     | [-chi] †   |                                                                            |
| monaco        | -ci     | [-chi] †   |                                                                            |
| portico       | -ci     | [-chi] †   |                                                                            |
| reciproco     | -ci     | [-chi] †   |                                                                            |
| sindaco       | -ci     | [-chi] †   |                                                                            |
| traffico      | -ci     | [-chi] †   |                                                                            |

Rimarchevoli i prefissoidi tonici -piteco e -ostraci:
- -pitèco concorre alla formazione di molti nomi di primati (australopiteco, cercopiteco), che principalmente formano il plurale in -chi in quanto piani, ma con forma altrettanto accettabili in -ci seppure meno diffuse.
- -òstraco concorre alla formazione di molti nomi di generi di artropodi e pesci fossili in cui indica la presenza di una "protezione" ossea; formano principalmente il plurale in -ci in quanto sdruccioli, ma pure in -chi, in un numero minore di occorrenze, che sembra essere però una forma sconsigliata dai dizionari[13].

### Parole in -go

#### Parole piane
Le parole piane in -go dovrebbero, per la regola empirica, formare il plurale in -ghi, tuttavia esistono una serie di eccezioni (poche) che fanno principalmente o esclusivamente plurale in -gi, o solo anticamente in -gi e oggi regolarmente in -ghi.
| Parola      | Plurale | 2º Plurale | Note                                    |
| ----------- | ------- | ---------- | --------------------------------------- |
| caprimulgo  | -gi     |            |                                         |
| fago        | -gi     |            | -fago                                   |
| pago        | -gi     |            | -pago                                   |
| rachimburgo | -gi     |            |                                         |
| steatopìgo  | -gi     |            | Possibile anche la pronuncia steatòpigi |
| chirurgo    | -ghi    | -gi        |                                         |
| demiurgo    | -ghi    | -gi        |                                         |
| liturgo     | -ghi    | -gi        |                                         |
| mago        | -ghi    | -gi*       | * Magi solo nell'accezione dei re magi  |
| metallurgo  | -ghi    | -gi        |                                         |
| onomaturgo  | -ghi    | -gi        |                                         |
| taumaturgo  | -ghi    | -gi        |                                         |
| teùrgo      | -ghi    | -gi        |                                         |
| drammaturgo | -ghi    | [-gi] †    |                                         |

#### Parole sdrucciole
Le parole sdrucciole in -go, invece, dovrebbero formare il plurale in -gi, ma esistono anche in questo caso una serie di eccezioni, più numerose delle precedenti, che fanno principalmente o esclusivamente plurale in -ghi, o in -gi e -ghi.
Le eccezioni più importanti sono: analoghi, arcipelaghi, cataloghi, decaloghi, dialoghi, monologhi, naufraghi, obblighi, omologhi, riepiloghi.
| Parola     | Plurale | 2º Plurale | Note                                                    |
| ---------- | ------- | ---------- | ------------------------------------------------------- |
| ammotrago  | -ghi    |            |                                                         |
| antitrago  | -ghi    |            |                                                         |
| apologo    | -ghi    |            |                                                         |
| arcipelago | -ghi    |            |                                                         |
| brachilago | -ghi    |            |                                                         |
| dendrolago | -ghi    |            |                                                         |
| eleotrago  | -ghi    |            |                                                         |
| emitrago   | -ghi    |            |                                                         |
| fedifrago  | -ghi    |            |                                                         |
| giambelego | -ghi    | -gi        |                                                         |
| girovago   | -ghi    |            |                                                         |
| ippotrago  | -ghi    |            |                                                         |
| limnotrago | -ghi    |            |                                                         |
| lucivago   | -ghi    |            | 'di pianta che cresce meglio alla luce' (eliofilo)      |
| multivago  | -ghi    |            | 'che vaga per molti luoghi'                             |
| nàufrago   | -ghi    | *          | *NB: naufràgi è il plurale di naufràgio                 |
| neotrago   | -ghi    |            |                                                         |
| nottivago  | -ghi    |            | 'nottambulo'                                            |
| obbligo    | -ghi    |            |                                                         |
| ombrivago  | -ghi    |            | 'pianta che cresce meglio all'ombra' (scialfilo)        |
| ondivago   | -ghi    |            | 'incerto, dubbioso; che vaga sulle onde'                |
| oreotrago  | -ghi    |            |                                                         |
| pediotrago | -ghi    |            |                                                         |
| pelago     | -ghi    |            | 'mare'                                                  |
| pròdigo    | -ghi    | *          | *NB: prodìgi è il plurale di prodìgio                   |
| profugo    | -ghi    |            |                                                         |
| rincotrago | -ghi    |            |                                                         |
| sacrìlego  | -ghi    |            | *NB: sacrilègi è il plurale di sacrilègio               |
| sarago     | -ghi    | -gi        |                                                         |
| solivago   | -ghi    |            | che vaga da solo                                        |
| sortìlego  | -ghi    | [-gi] †*   | *NB: sortilègi è il plurale di sortilègio               |
| taurotrago | -ghi    |            |                                                         |
| -fugo      | -ghi    |            | Suffissoide che significa 'fuga'                        |
| Areòpago   | -ghi    |            | Possibile anche la pronuncia Areopàghi                  |
| analogo    | -ghi    |            | -logo                                                   |
| autologo   | -ghi    |            | -logo                                                   |
| catalogo   | -ghi    |            | -logo                                                   |
| decalogo   | -ghi    |            | -logo                                                   |
| dialogo    | -ghi    |            | -logo                                                   |
| epilogo    | -ghi    |            | -logo                                                   |
| eterologo  | -ghi    |            | -logo                                                   |
| melologo   | -ghi    |            | -logo                                                   |
| monologo   | -ghi    |            | -logo                                                   |
| omologo    | -ghi    |            | -logo                                                   |
| ortologo   | -ghi    |            | -logo                                                   |
| paralogo   | -ghi    |            | -logo                                                   |
| prologo    | -ghi    |            | -logo                                                   |
| riepilogo  | -ghi    |            | -logo                                                   |
| elego      | -gi     | -ghi       |                                                         |
| esofago    | -gi     | -ghi       |                                                         |
| sarcofago  | -gi     | -ghi       |                                                         |
| parago     | -ghi    |            |                                                         |
| -fago      | -gi     | -ghi       | Suffissoide che significa 'che mangia'                  |
| -logo      | -gi     | -ghi       | Suffissoide che significa 'che tratta, che studia'      |
| -pago      | -gi     | -ghi       | Suffissoide che in medicina significa 'unito, connesso' |

Rimarchevoli sono i suffissoidi atoni  -fago, -fugo, e -logo:
- -fugo concorre alla formazione di alcuni aggettivi, che formano il plurale solamente in -ghi nonostante si tratti di parole rigorosamente sdrucciole.
- -fago concorre alla formazione di numerosi aggettivi d'uso anche sostantivale, che formano regolarmente il plurale in -gi in quanto sdruccioli, ma che nei termini più noti ammettono anche l'uscita in -ghi, seppur meno frequente e dalla connotazione più popolare.[16]
- -logo concorre alla formazione di due ceppi di numerose parole sdrucciole: 1) aggettivi e sostantivi indicanti cose, i quali formano il plurale solo in -ghi (omologhi, monologhi) - tutte parole contenute nell'elenco precedente -; 2) nomi di professioni che formano il plurale principalmente in -gi ma pure in -ghi, seppure con una connotazione più popolare[17]

Questi ultimi due casi hanno fatto generalizzare un'altra regola empirica - applicabile soltanto ai suddetti gruppi di parole - secondo cui:
- le parole in -logo e in -fago che designano oggetti formerebbero il plurale in -ghi,
- mentre quelle che designano persone formerebbero il plurale in -gi.

Si tratta di una buona generalizzazione a cui però non deve essere dato valore prescrittivo, non trattandosi anche in questo caso di una regola grammaticale in senso proprio.

## Errori frequenti
Ci sono parole in -co e -go in cui gli errori nella formazione del plurale sono più frequenti che in altre, e avvengono in entrambi i sensi, ossia 1) parole che formano il plurale "irregolarmente", ma che vengono declinate regolarmente; e 2) parole che formano il plurale regolarmente, secondo la regola, ma che vengono declinate come se fossero eccezione
1) falsi regolari
- arcipelagi (ERRATO) → arcipelaghi
- bolscèvici (ERRATO) → bolscevìchi
- cimòtrici (ERRATO) → cimotrichi
- lissòtrici (ERRATO) → lissotrichi
- menscèvici (ERRATO) → menscevìchi
- strascici (ERRATO) → strascichi
- ulòtrici (ERRATO) → ulotrichi
- valici (ERRATO) → valichi

2) falsi irregolari
- asparaghi (ERRATO) → aspàragi
- equivochi (ERRATO) → equìvoci